# Кременецкие горы
Кременецкие горы — уступ Подольской возвышенности близ города Кременец, Тернопольская область, Украина, круто обрывающийся на северо-западе. Высоты 300—400 м (наивысшая 409 м). Сильно расчленён долинами верховьев правых притоков реки Припяти. На склонах главным образом широколиственные леса, вершины плоские каменистые.
На территории гор расположен одноименный национальный природный парк, созданный 11 декабря 2009 года площадью 6 951,2 га.